# Oberlandstraße (Berlin)

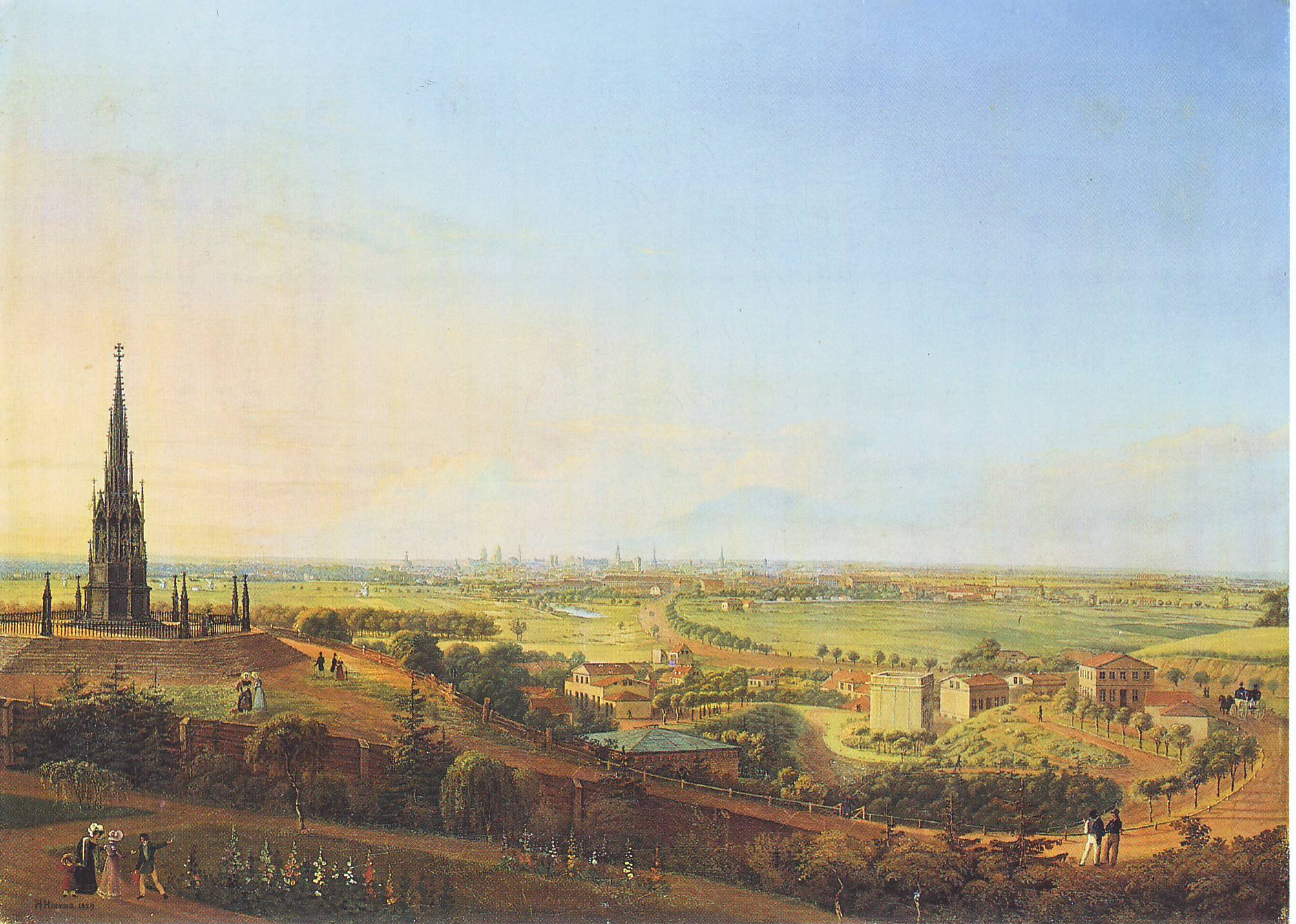
Blick vom namensgebenden Tempelhofer Oberland (Teltow) mit dem bereits vorhandenen Nationaldenkmal auf dem Kreuzberg auf das Unterland (Urstromtal). Ölgemälde von Johann Heinrich Hintze, 1829

Die Oberlandstraße ist eine Straße im Berliner Ortsteil Tempelhof des Bezirks Tempelhof-Schöneberg. Sie setzt die Straße Alt-Tempelhof und die Germaniastraße nach Osten fort und verbindet Tempelhof mit dem Ortsteil Neukölln, dem ehemaligen Rixdorf.
Der Westteil der Straße gehört zum Industriegebiet Tempelhof-Ost. Industriedenkmäler wie die Fabrikgebäude von Gillette oder die UFA-Filmstudios charakterisieren diesen Straßenteil. Im Ostteil steht als Bau- und Gartendenkmal das Bauensemble der Bärensiedlung unter Schutz, das um den Oberlandgarten und Germaniagarten zwischen 1929 und 1931 entstand. Der Name ‚Oberlandstraße‘ erinnert an die historische Unterscheidung zwischen Tempelhofer Oberland und Unterland.

## Das Tempelhofer Oberland

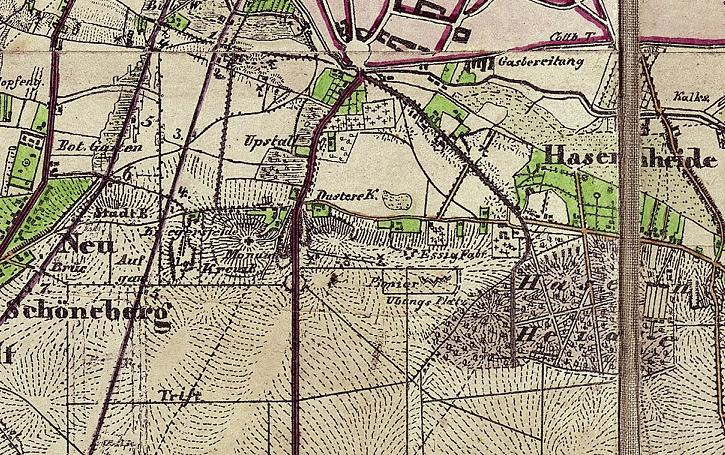
Vor der Stadtmauer Berlins (rote Linie oben rechts), 1842. In der Südhälfte des Kartenausschnitts das Oberland, die Nordhälfte liegt im Berliner Urstromtal. Der Teltowhang läuft etwa quer durch die Bildmitte. Der damalige Flughafen Tempelhof liegt südwestlich der Hasenheide und die Oberlandstraße am Südrand des Ausschnitts.

Namensgeber der Straße ist das Tempelhofer Oberland, das den Teil der Tempelhofer Feldmark bezeichnete, der auf dem Hochplateau Teltow lag. Das Oberland mit dem Tempelhofer Feld und dem Tempelhofer Berg, dem heutigen Kreuzberg im Viktoriapark, trug die Bezeichnung zur Unterscheidung vom Tempelhofer Unterland, das sich nördlich des Teltowhangs im rund 15 Meter tiefer gelegenen Berliner Urstromtal befand und sich bis zur Berliner Zoll- und Akzisemauer am Halleschen Tor erstreckte. 1846 differenzierten beispielsweise Einwohnerzählungen:
- Tempelhof, Dorf und Gut, mit
  - Tempelhofer Berg und Tempelhofer Feld
  - Tempelhofer Unterland (Etablissement Am Hallischen Tor).[1]

Das gesamte ehemalige Unterland (später auch Tempelhofer Vorstadt genannt) gehört seit 1861 zu Berlin und seit der Gründung Groß-Berlins 1920 zum neu gebildeten Ortsteil Kreuzberg. Die Namensänderung Tempelhofer Berg (auch: Runder Weinberg) in Kreuzberg vollzog sich bereits 1821 mit dem Bau des Nationaldenkmals von Karl Friedrich Schinkel auf der Bergspitze zur Erinnerung an die Schlachten der Befreiungskriege. Mit der Ausgliederung des Unterlandes war für Tempelhof die Unterscheidung ‚Ober-/Unterland‘ hinfällig. Während das Unterland keine Namensspuren im heutigen Berlin hinterließ, erinnern die Oberlandstraße und der kleine Oberlandpark an die ehemalige geografisch-politische Einteilung.
Zur verbliebenen Feldmark im Oberland zählten insbesondere das Tempelhofer Feld mit dem damaligen Flughafen Tempelhof südlich der Hasenheide und das Exerziergelände – U-Bahnhof Paradestraße – der Kasernen an der General-Pape-Straße im Westen, Das große Feld. Im 18. Jahrhundert wurde die Feldmark zum großen Teil als Ackerfläche genutzt. Das Oberland wies vor seiner weitgehenden Einebnung die für den Teltow typische flachwellige Oberflächenstruktur auf, die heute noch in kleineren Grünbereichen wie dem Franckepark oder dem Alten Park am Rathaus Tempelhof sichtbar ist.

## Verlauf und Bundesstraße R

Kartenausschnitt mit der Oberlandstraße

Die Oberlandstraße trägt ihren Namen seit 1909. Sie gehört zu der ehemals zentralen Berliner West-Ost-Verbindung vom Sachsendamm in Schöneberg über Tempelhof und Neukölln zur Grenzallee. Parallel zum ehemaligen Flughafen Tempelhof am Südrand des alten Tempelhofer Feldes und zur Trasse der Ringbahn verläuft die Oberlandstraße bis zur Grenze nach Neukölln an der Eschersheimer Straße, wo sie sich als Silbersteinstraße nach Osten in Richtung Hermannstraße fortsetzt. Ungefähr auf halber Strecke überbrückt die Oberlandstraße die Neukölln-Mittenwalder Eisenbahn.
Ab 1969 war sie Bestandteil der Bundesstraße R, die quasi als Ersatzautobahn von der Grenzübergangsstelle Bösebrücke im damaligen Bezirk Wedding bis zur Neuköllner Silbersteinstraße führte.
Mit der Fertigstellung des Tempelhofer Teilstücks der Stadtautobahn A 100 im Jahr 1981 wurde die neuerbaute Anschlussstelle 21 Oberlandstraße zum Endpunkt der Autobahn. Die Aufnahme des gesamten Verkehrs zwischen der Autobahn und dem östlich gelegenen Ortsteil Neukölln führte in der Oberlandstraße zu einem extrem hohen Verkehrsaufkommen. Lediglich das kurze Verbindungsstück zur Germaniastraße mit der ehemaligen Chemischen Fabrik Tempelhof lag westlich der Auffahrt.
Durch die Verlängerung der A 100 nach Neukölln im Jahr 2000 hat sich die Verkehrsdichte drastisch verringert und es gilt im Wohnteil der Straße eine Geschwindigkeitsbegrenzung auf 30 km/h. Die Straße erhielt auf einem westlichen Abschnitt einen beidseitigen Fahrradweg.

## Entwicklung zum Industriestandort

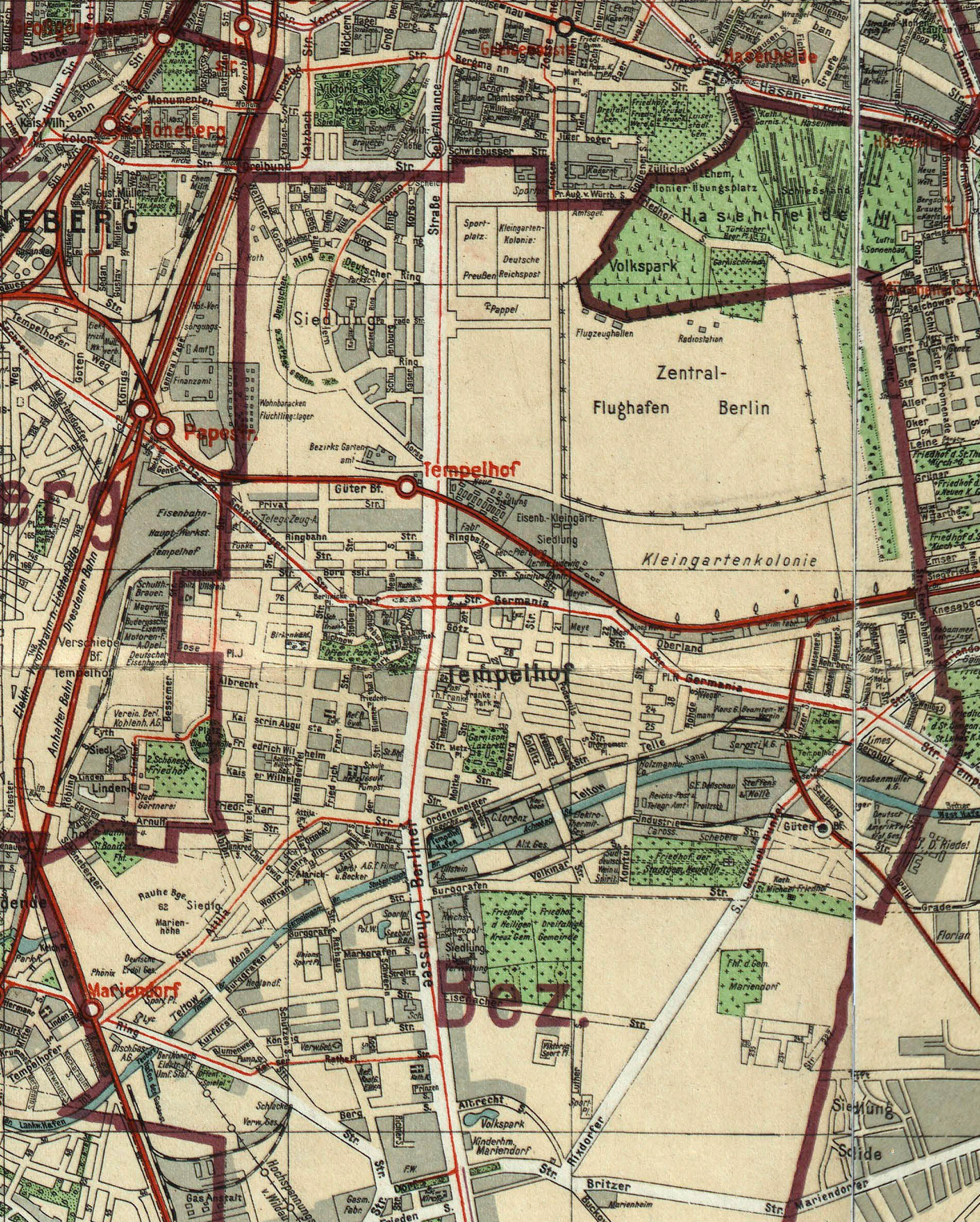
Die Oberlandstraße im Stadtplan von 1925

Im Jahr 1913 entstanden mit zwei benachbarten Aufnahmeateliers für die noch junge Filmindustrie die ersten Gewerbebauten in der damals weitgehend unbebauten Oberlandstraße – weithin sichtbar über das Tempelhofer Feld. Lediglich auf der östlichen Seite der Straße, angrenzend an Neukölln, gab es sechs Mietwohnhäuser.
Nachdem bereits 1892 mit der Lokomotiv- und Waggonfabrik Stahlbahnwerke Freudenstein ein größerer Industriekomplex in der Germaniastraße am Ostrand von Tempelhof entstanden war, ließ die Optische Anstalt C. P. Goertz AG ab 1916 an der Oberlandstraße 36–64 eine Zweigniederlassung errichten. In den Fabrikbauten wurden während des Ersten Weltkriegs u. a. Periskope für U-Boote hergestellt. Von 1921 bis 1926 wurden in den Fabrikanlagen zuerst für die Dinos Automobilwerke AG, dann für die Aktiengesellschaft für Automobilbau AG (AGA) Kraftfahrzeuge hergestellt. Anschließend kam das Grundstück in den Besitz der Lux-Werke GmbH, die hier bis 1988, zum Schluss unter dem Firmennamen Elektrolux GmbH, hauptsächlich Staubsauger herstellten. Auf dem Grundstück der Anfang der 1990er Jahre abgerissenen Gebäude wurde 2007 das Autohaus Kroymanns eröffnet, das zwei Jahre später nach Insolvenz geschlossen wurde. Heute (Stand: 2023) befindet sich dort eine Verkaufsniederlassung der Volkswagen Automobile Berlin GmbH.
1918/1919 wurde für die Norddeutsche Kühlerfabrik AG (NKF) ein zweigeschossiger Fabrikbau an der Oberlandstraße 65 errichtet. Nach dem Konkurs der NKF erwarb im Jahr 1931 das pharmazeutische Unternehmen Albert Mendel AG das Grundstück. Seit der Betriebseinstellung (um 1996) der Chemischen Fabrik Tempelhof. Preuß und Temmler (Hersteller etwa des Medikaments Neuramag), die das Fabrikgelände 1933 übernommen hatte, wird das Gebäude von verschiedenen Gewerbemietern genutzt.
1922 entstand für die Tempelhofer Rasierklingenfabrik Otto Roth AG ein Fabrikneubau an der Oberlandstraße 7–18. Nach der Übernahme durch die US-amerikanische Gillette Company im Jahr 1926 wurde 1936/1937 ein Fabrikneubau auf der Südseite der Oberlandstraße (Nr. 75–84) errichtet, in dem bis heute Gillette-Rasierapparate hergestellt werden. Die ehemalige Produktionsstätte Oberlandstraße 7–18 wurde um das Jahr 2000 weitgehend abgerissen. Heute befinden sich hier verschiedene Einzelhandelsgeschäfte.
Mit der Maschinenfabrik und Kesselschmiede von Eduard Linnhoff entstand um 1925 an der Oberlandstraße 19–21 ein weiterer Fabrikbau. Hier wurden bis in die 1950er Jahre Dampfkessel, Industrieanlagen und auch Straßenbaumaschinen hergestellt.
Eine große Fläche auf der Südseite der Oberlandstraße nimmt die Niederlassung der Keksfabrik Bahlsen ein. Ihre moderne Produktionsanlage entstand 1966 auf einer Teilfläche des ehemaligen Freigeländes der UFA-Ateliers.

## Industriedenkmäler

### Gillette

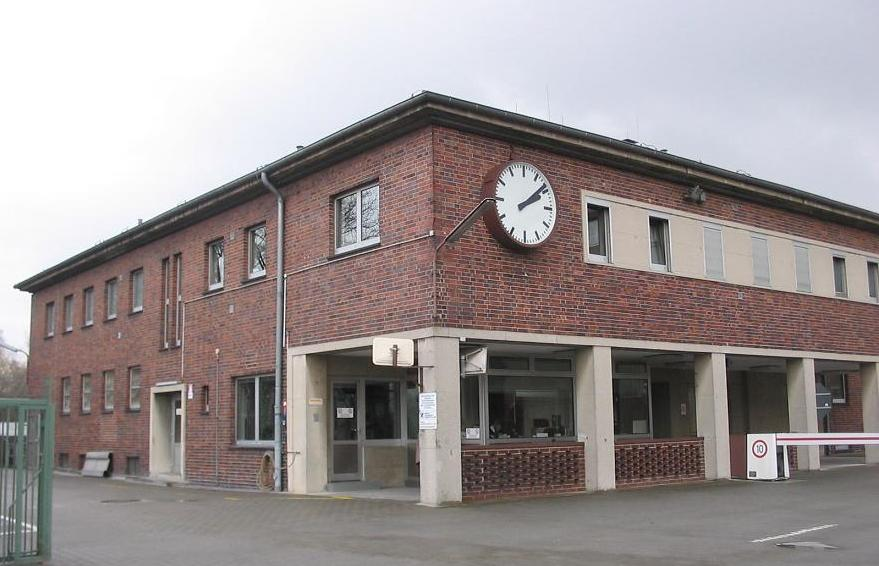
Pförtnergebäude von Gillette

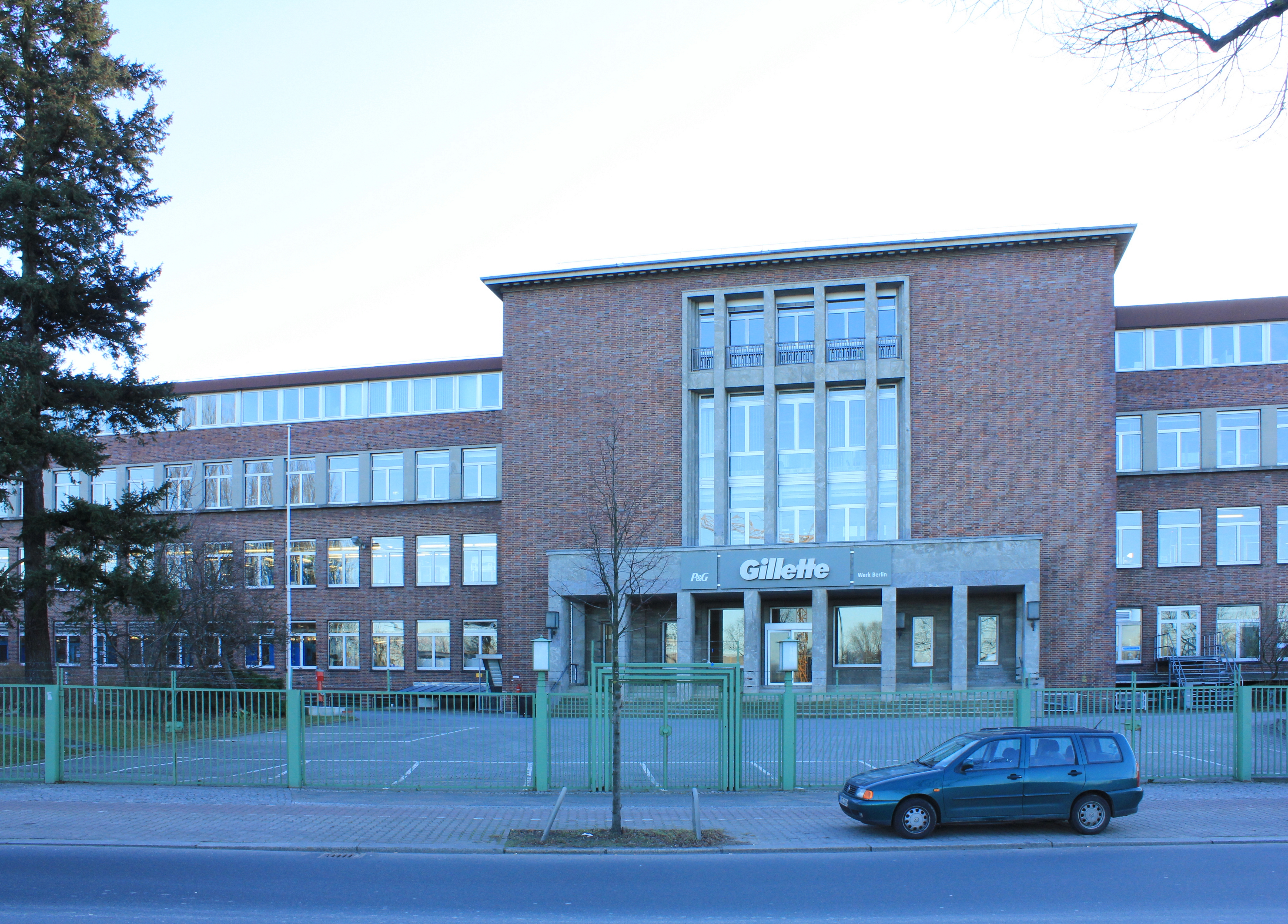
Hauptgebäude mit Eingangsportal

Die Berliner Niederlassung von Gillette in der Oberlandstraße 75–84 wurde 1936/1937 nach Plänen des Architekten Paul Renner gebaut. Die zentrale Bauanlage ist ein zur Straßenseite 135 m langer und rückseitig 60 m tiefer Stockwerksbau, der die eine 90 m × 45 m große Shedhalle umschließt. Nordöstlich des Stockwerksbaus befindet sich ein kombiniertes Pförtner- und Umkleidegebäude. Eine separate Gemeinschaftshalle, die ein Fassungsvermögen von 1000 Personen hatte und als Kantine genutzt wurde, existiert nicht mehr.
Die Straßenfront des Hauptgebäudes wird durch einen mittigen Eingangsbau als repräsentative, über zwei Geschosse reichende Portalzone dominiert. Ihr ist zusätzlich ein wuchtiger Sandstein-Pfeilerportikus vorgelagert.
Aus der Anlage des zentralen Vorbaus mit Portal und repräsentativer Freitreppe spricht deutlich die Handschrift der nationalsozialistischen Bauideologie, mit vereinfachten, monumental übersteigerten klassizistischen Architekturformen die Fabrik als „Tempel der Arbeit“ erscheinen lassen.  Im Gegensatz dazu war der ursprüngliche Firmenschriftzug der Roth-Büchner GmbH sachlich und äußerst modern in einer serifenlosen Futura-Schriftart als Leuchtbuchstabenzeile ausgeführt. Heute befindet sich an dieser Stelle der Schriftzug der Firma Gillette, die 1926 die Aktienmehrheit der Roth-Büchner GmbH – damals der größte deutsche Rasierklingenhersteller – übernommen hatte.
Das Hauptgebäude wurde 1984 und 1992 durch ein drittes Obergeschoss aufgestockt und dadurch merklich verändert. Statt einer Fensterreihe befindet sich dort nunmehr ein durchlaufendes Fensterband.

### UFA-Filmstudios

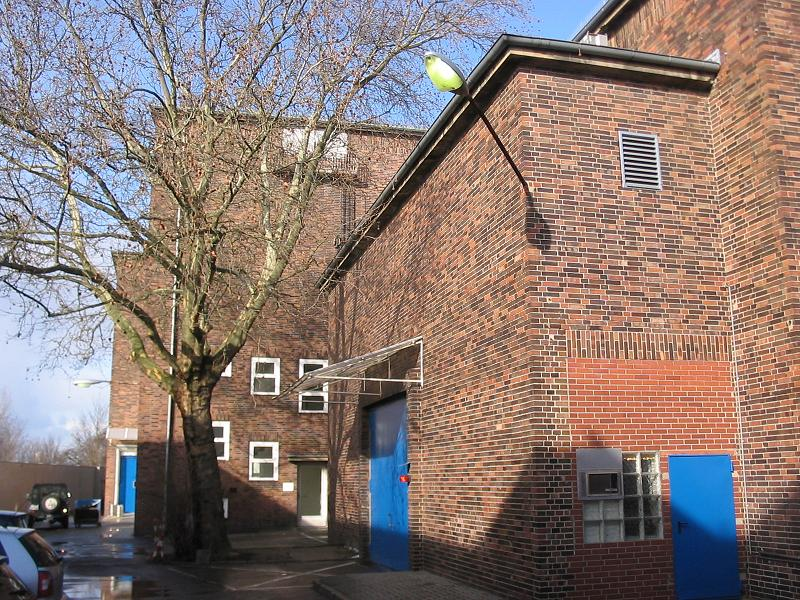
Studio 1 der UFA von 1933 bis 1935, heute: Berliner Union-Film

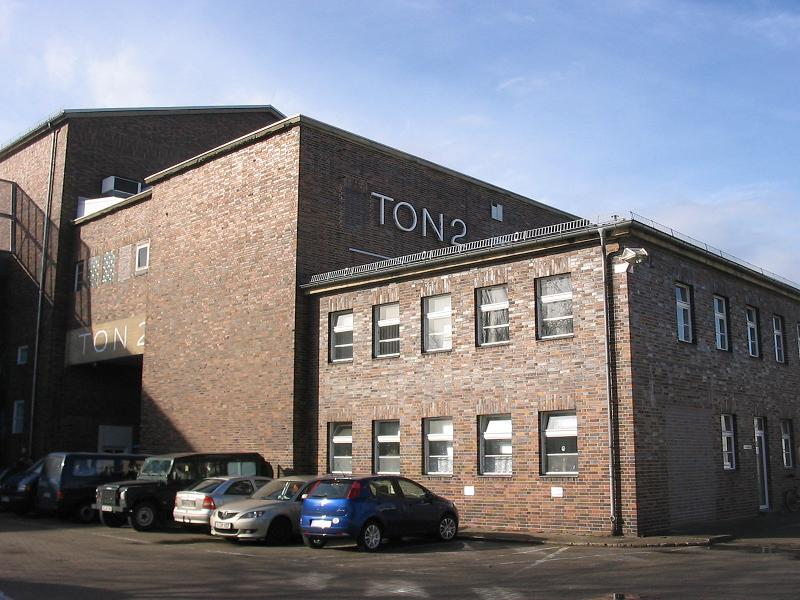
Tonstudio 2

Die ehemaligen UFA-Filmstudios (heute: Berliner Union-Film) befinden sich in der Oberlandstraße 26–35. Das heutige Tonstudio 2 aus dem Jahr 1913 geht im Kern auf die Planung des Industriearchitekten Bruno Buch für die Projektions-Aktien-Gesellschaft Union (Pagu) zurück. Von Buch stammte auch der Entwurf für den nicht mehr erhaltenen zweiten Atelierbau für die damalige Literaria Film des Filmpioniers Alfred Duskes, ebenfalls aus dem Jahr 1913.
Die Zeitschrift Filmbühne verglich 1913 die gläsernen Atelierbauten von Buch mit zwei „riesenhaften Vogelkäfigen“ und schrieb:

„Am südlichen Rande des Tempelhofer Feldes, dort, wo über die Gleise der Ringbahn hinweg bisher die militärische Wüste in eine bürgerliche Wüste überging, beginnt jetzt neues Leben sich zu regen. […] Es sind zwei hochgelegene, sehr große Hallen, die vollkommen von Glaswänden eingeschlossen sind und auch ein gläsernes Dach haben. Frei kann von allen Seiten das Licht hier hineinfluten […].“

Die gestiegenen Anforderungen an den Tonfilm führten ab 1931 zu aufwendigen Umbauten der gläsernen Atelierhäuser unter Leitung des Architekten Otto Kohtz. Das heutige Studio 1 stammt aus den Jahren 1933–1935 und ist ebenfalls von Kohtz entworfen.
Auf der gegenüberliegenden Seite der Oberlandstraße befand sich ein großes Freigelände der Ufa, das für Kulissenbauten und Großproduktionen genutzt wurde. Filme wie Anna Boleyn und Der Golem, wie er in die Welt kam wurden dort gedreht. Von Anfang der 1960er Jahre bis Ende der 1990er Jahre betrieb das ZDF hier auch sein Berliner Landesstudio, bis ein gleichfalls hier angesiedeltes ZDF-Archiv am 22. August 1999 nach einer Brandstiftung fast vollständig den Flammen zum Opfer fiel. Dabei wurde viel historisches Filmmaterial von hohem dokumentarischem Wert unwiderruflich vernichtet.
Heute befinden sich auf dem Gelände die Nachnutzung Atelier Gardens sowie ein Café.

### Chemische Fabrik Tempelhof

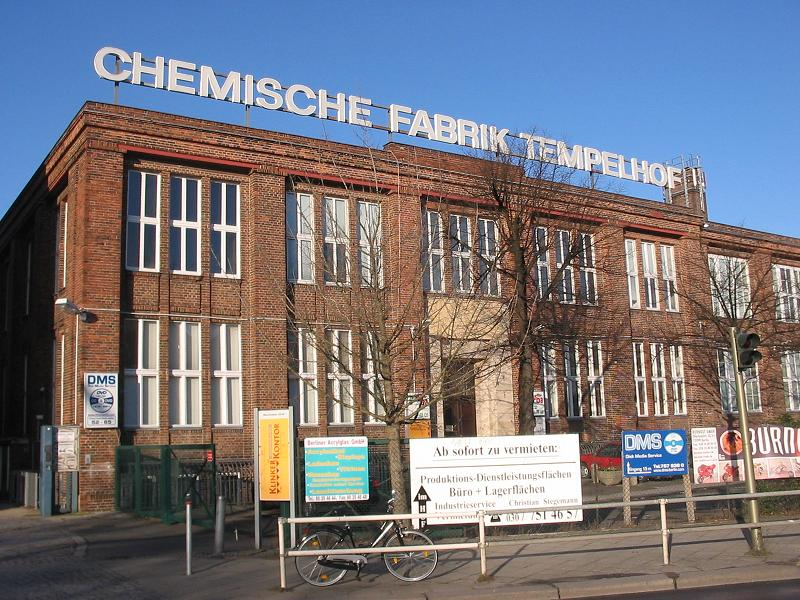
Chemische Fabrik Tempelhof, Gebäude von 1918 bis 1923

Denkmalgeschützt ist auch das Büro- und Fabrikgebäude mit den Hausnummern 52–65, das 1918–1923 nach Plänen des Architekten Jean Krämer für die Norddeutsche Kühlerfabrik AG gebaut wurde. Die Fabrik liegt als einziges Gebäude an dem kurzen westlichen Teilstück der Oberlandstraße und grenzt direkt an die Autobahnausfahrt. Im Jahr 1932 verkaufte die Norddeutsche Kühlerfabrik AG das Gelände und die Gebäude an die Chemische Fabrik Albert Mendel AG (AMAG), die aus der 1917 gegründeten Drogen-Großhandlung des Apothekers Albert Mendel hervorgegangen war. Nach dem von den Nationalsozialisten erzwungenen Ausstieg der beiden jüdischen Vorstandsmitglieder Albert Mendel und Hermann Goldberg wurde die Firma in ‚Chemische Fabrik Tempelhof AG‘ geändert, der entsprechende Schriftzug ist noch heute über der Hauptfassade zu sehen. Das Unternehmen heißt nach weiteren Umfirmierungen seit 1987 CT Arzneimittel GmbH und verlegte seinen Sitz bereits 1997 in den Bezirk Reinickendorf. Heute teilen sich verschiedene kleinere Gewerbebetriebe die Gebäude, die nach schweren Bombentreffern durch alliierte Luftangriffe und Teilzerstörungen nach dem Zweiten Weltkrieg wieder aufgebaut wurden.
Produktgeschichte schrieb ab 1922 der Tussamag-Hustensaft, der heute noch unter dem gleichen Namen von CT Arzneimittel angeboten wird. „Das galenische Kombinations-Präparat in Sirupform gegen Keuchhusten, Kehlkopf- und Bronchialkatarrh“, wie es in der Werbung Ende der 1920er Jahre hieß, verdankt seinen zusammengesetzten Namen dem lateinischen tussis = ‚Husten‘ und dem Firmen-Akronym AMAG. 1931 texteten die Werber: „Plagt Husten Dich und Heiserkeit, Tussamag hilft jederzeit.“

## Wohnviertel

### Insellage

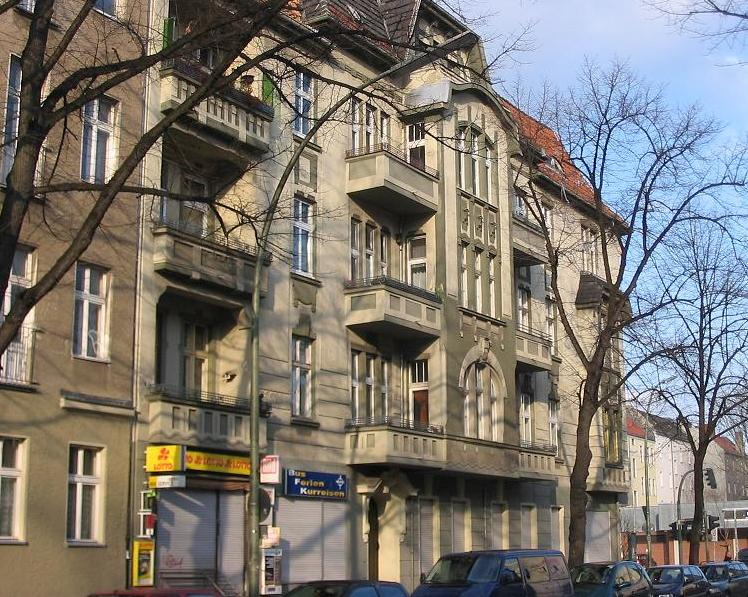
Eckhaus an der Oberland-/ Eschersheimer Straße

Auf der Südseite der Oberlandstraße lösen östlich der Neukölln-Mittenwalder Eisenbahn große Wohnbereiche die Industriebauten ab und ziehen sich entlang der hier beginnenden Nebenstraßen bis zur Autobahntrasse beziehungsweise Gottlieb-Dunkel-Straße hin:
- Bis zur Bacharacher Straße die Bärensiedlung der 1930er Jahre,
- zwischen Bacharacher Straße und Holzmannstraße eine aufgelockerte Siedlung mit Einfamilienhäusern, öffentlichen Einrichtungen und einer Kirche,
- und weiter bis zur Bezirksgrenze zu Neukölln an der Eschersheimer Straße eine Wohnblockbebauung der 1950er Jahre, der Oberlandpark und eine Schule.

Auf der gegenüberliegenden Nordseite der Oberlandstraße folgen nach den UFA-Studios bis zur Bezirksgrenze kleinere Gewerbebetriebe und Verbrauchermärkte wie Lidl. Lediglich auf der Ecke zur Eschersheimer Straße gibt es auf dieser Seite fünf Wohnhäuser, die – deutlich älter als die Siedlungen – den Charme von Gründerzeitbauten aufweisen wie insbesondere das Eckhaus Oberlandstraße 1.
Eingebettet zwischen Oberlandstraße, Ringbahn, Autobahn, Gottlieb-Dunkel-Straße und der ehemaligen Frauenklinik Neukölln am Mariendorfer Weg und in der Eschersheimer Straße, die zurzeit zu einem neuen Wohnquartier umgebaut wird, hat das Viertel seit dem Autobahnbau eine ähnlich geschlossene Insellage wie beispielsweise die Rote Insel in Schöneberg. Allerdings gibt es hier keine Infrastruktur mit kieztypischen Merkmalen aus Kneipen und Läden, wie sie sich bei der Roten Insel und ähnlichen Berliner Insellagen herausgebildet hat.

### Bärensiedlung

#### Beschreibung

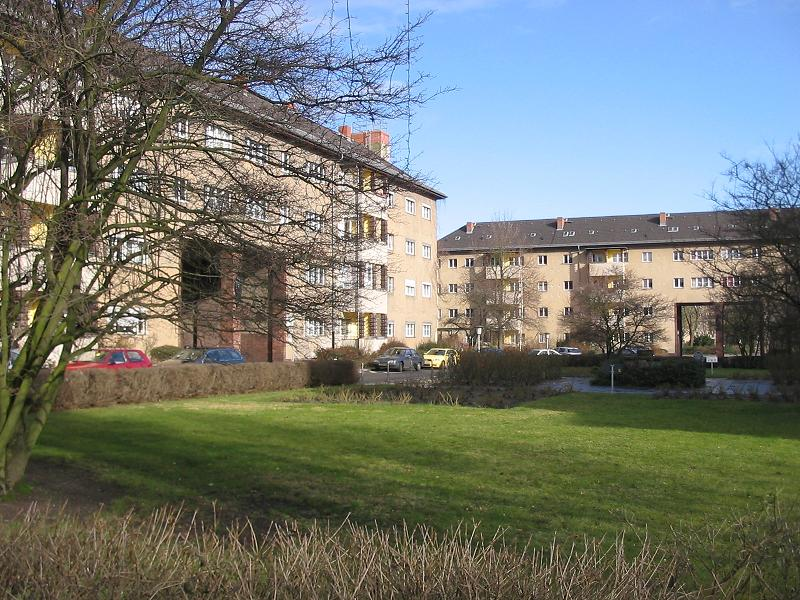
Bärensiedlung aus den Jahren 1929–1931, Innenbereich

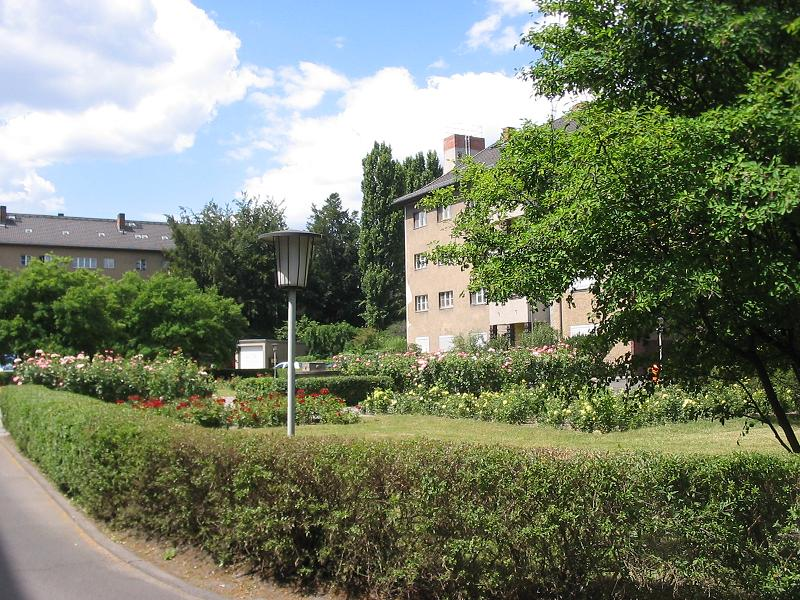
Innenbereich der Bärensiedlung

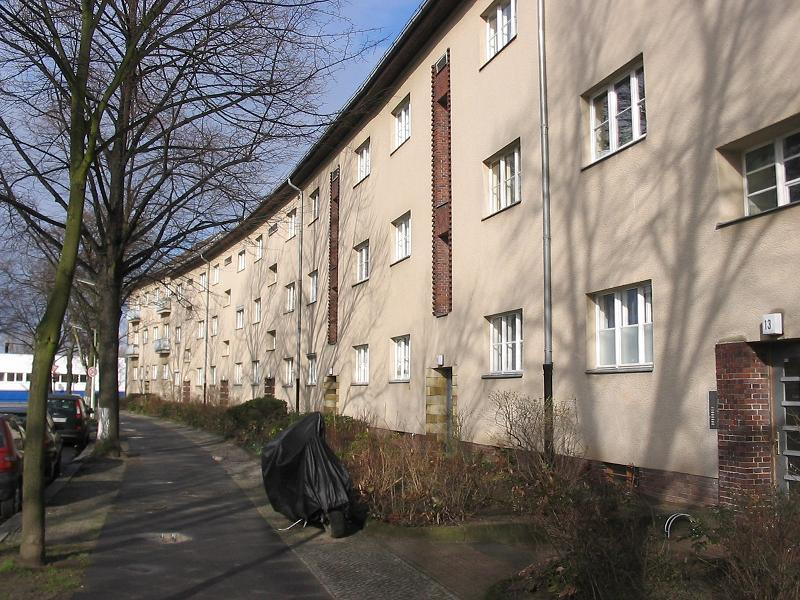
Bärensiedlung, Außenfront an der Schaffhausener Straße

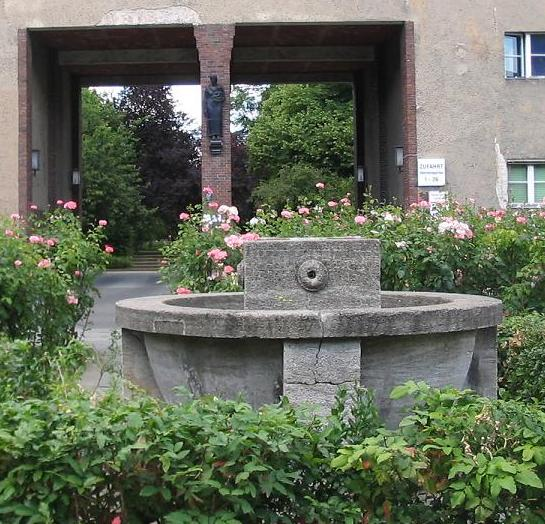
Brunnen in der Bärensiedlung

Das Baudenkmal Bärensiedlung um den Oberlandgarten und den Germaniagarten steht mit seinen Wohnhöfen, Grünanlagen und Brunnen als Gesamtensemble auch als Gartendenkmal unter Schutz. Die drei- und viergeschossigen Wohnblocks entstanden in den Jahren 1929–1931 nach Plänen von Gustav Hochhaus und ziehen sich an den Außenseiten wie zur Oberlandstraße über die gesamte Länge in einem Block zwischen den Seitenstraßen hin, nur unterbrochen durch die Zugänge zu den aufgelockerten garten- und parkähnlichen Innenbereichen, um die sich vier innere hufeisenförmige Blöcke gruppieren. Vier große Durchfahrten, die seinerzeit feuerpolizeilich verlangt wurden, sind mit schlanken mittleren Pfeilern versehen, auf denen vier männliche und vier weibliche Plastiken angebracht sind. Die Kunstwerke sollen Arbeit und Heim symbolisieren und sind „nach Entwürfen der Bildhauer Hans Lehmann-Borges, Gildenhall, Felix Kupsch und Heinrich Giesecke, Berlin, von dem Keramikwerk Steinzeugfabrik Velten-Vordamm ausgeführt worden“.
Die Grünanlagen mit Bäumen, Büschen und Wiesen schuf der Gartenarchitekt und Garteninspektor Richard Thieme, der unter anderem den Volkspark Wilmersdorf entworfen hatte. Den Namen Bärensiedlung verdankt die Wohnanlage dem Bärenbrunnen mit einer Bärenskulptur, die der Künstler Peter Lipmann-Wulf entworfen und das Keramikwerk Mutz-Gildenhall gebaut hatte. Eine weitere Brunnenanlage, der Märchenbrunnen, geht auf Pläne von Hans Lehmann-Borges und Gustav Hochhaus zurück. Beide Zierbrunnen sind außer Betrieb.
Die Anlage verfügt über knapp 900 Wohn- und lediglich vereinzelte Gewerbeeinheiten. Bauherr der Siedlung war die gemeinnützige AG Wohnungsbaugesellschaft Heimstätten-Siedlung Berlin-Wilmersdorf. Die Siedlung war ursprünglich mit vier Heizzentralen mit 14 Kesseln zu 41 m² Heizfläche zur Versorgung der Zentralheizung mit Warmwasser ausgestattet. Die Warmwasserversorgung besorgten acht Kessel mit je 21 m² Heizfläche und 14 Boiler. Zitat: „Das Bauvorhaben ist neben der Hauszinssteuerhypothek mit einer Zusatzhypothek bezuschußt worden, um die Mieten zu senken.“ 1930 betrug die monatliche Miete neben einem Abschlag von 15 Mark für Heiz- und Warmwasserkosten für eine Wohnung
- mit 1 1⁄2 Zimmern von etwa 50 m² Wohnfläche 58 Mark,
- mit 2 Zimmern von etwa 55 m² Wohnfläche 63 Mark,
- mit 2 1⁄2 Zimmern von 66 m² Wohnfläche 75 Mark.[14]

Die landeseigene Stadt und Land Wohnbauten GmbH verkaufte 2003 die Siedlung.  Unter Schutz stehen laut Denkmalliste im Einzelnen die Baugruppen an den Straßen Oberlandstraße 96–101, Bacharacher Straße 2 und 48, Germaniagarten 1–28, Oberlandgarten 1–26, und Schaffhausener Straße 1 und 51.

#### Hintergrund: Umwidmung Industrie- in Wohngebiet
Auch die Bereiche der heutigen Wohngebiete östlich der Neukölln-Mittenwalder Eisenbahn waren ursprünglich als Industriegebiet ausgewiesen und wurden auf dem Dispensweg umgewidmet. Dazu schrieb der Ingenieur Alfred Wedemeyer 1930 in der Deutschen Bauzeitung:

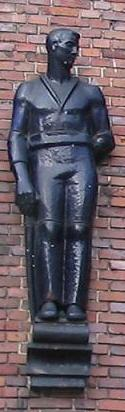
Plastik in der Bärensiedlung

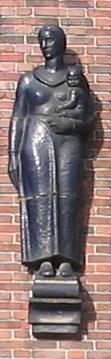
Plastik in der Bärensiedlung

„Das durch die Oberland-, Bacharacher, Germania- und Schaffhausener Straße im Bezirk Tempelhof begrenzte, von der Heimstättensiedlung Berlin-Wilmersdorf Gemeinnützige Aktiengesellschaft für Wohnzwecke erworbene, Gelände lag im Industriegebiet. Die Herausnahme aus diesem Gebiet und die Ausweisung als reines Wohngebiet ist auf dem Dispenswege erreicht worden. Hierfür sind folgende Gesichtspunkte maßgebend gewesen: Die Nähe des Zentralflughafens läßt wegen der hohen Schornsteine und sonstigen Hochbauten eine Erweiterung des Industriegebietes südlich der Oberlandstraße als unzweckmäßig erscheinen. Da die Oberlandstraße stark vom Verkehr in Anspruch genommen wird und deswegen Anschlußgleise von der Eisenbahngesellschaft nicht mehr hergestellt werden, ist das Gelände für Industriezwecke unvorteilhaft. Außerdem hat das Bezirksamt Tempelhof wegen der günstigeren Ausnutzung des Geländes und der beiden nördlich und südlich vorhandenen Verkehrsstraßen die Herausnahme der beiden Querstraßen und Hinzunahme zum Bauland genehmigt.“

### Oberlandpark und Aufbauprogramm
Östlich der Bärensiedlung liegen individuell gestaltete Einfamilienhäuser mit größeren Gärten, in der Holzmannstraße ein bezirkliches Seniorenfreizeitheim und eine ebenfalls bezirkliche Kindertagesstätte (eine weitere Kindertagesstätte befindet sich in der Bacharacher Straße). Die serbisch-orthodoxe Kirche der Auferstehung Christi (bis 2008 evangelische Zinzendorfkirche) zwischen der Holzmannstraße und der Schwanheimer Straße ist die einzige Kirche des gesamten Viertels. Die 1956 erbaute Kirche trug den zuvor Namen des Grafen von Zinzendorf, dem Begründer der Herrnhuter Brüdergemeine. An der parallel zur Oberlandstraße verlaufenden Rohrbeckstraße führt als schmales Band das Tiefbeet entlang, eine 1640 m² umfassende wohnungsnahe Grünanlage.

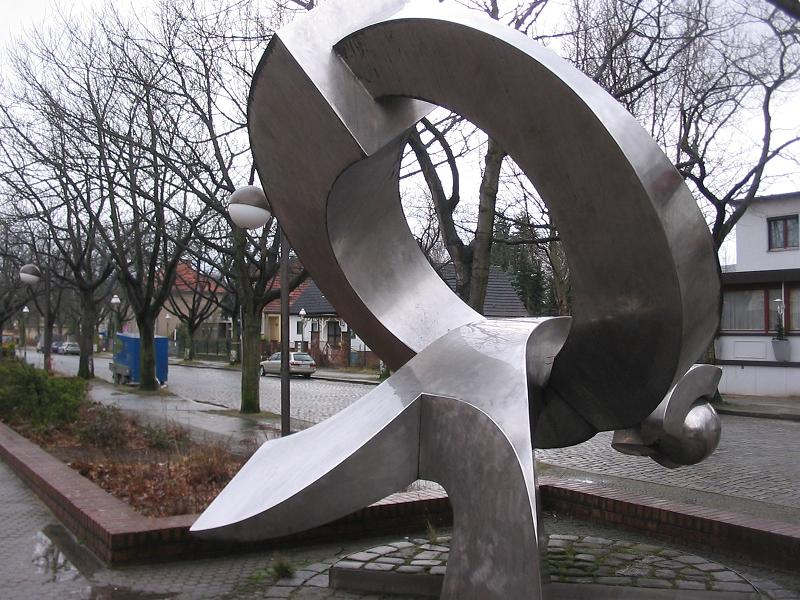
Plastik Ikarus von Volkmar Haase, 1983, Holzmannstraße vor der Marianne-Cohn-Schule; Streifen mit Einfamilienhäusern im Hintergrund

An der Holzmann- Ecke Oberlandstraße befindet sich die Marianne-Cohn-Schule für geistig behinderte Kinder. Der Name der Schule erinnert an die Fürsorgerin Marianne Cohn, die ihr Leben opferte, um 32 jüdische Kinder vor der Deportation in ein Konzentrationslager zu retten. Vor der modernen Schule ragt die Edelstahlplastik Ikarus von Volkmar Haase empor, die der Berliner Bildhauer für den Neubau geschaffen hatte. Das 2,30 m hohe Kunstwerk aus dem Jahr 1983 trägt die dreizeilige Inschrift Der Schwung des Aufwindes – Der den Sturz beinhaltet – Ikarus.
Südlich der Schule folgt der 5135 m² große Oberlandpark, der mit einer überbrückten Senke und leicht hügeligen Struktur einen Eindruck von dem flachwelligen Boden des Oberlands beziehungsweise Teltows vermittelt, wenn auch nicht so deutlich wie die beiden Parks am Rathaus Tempelhof. An den trennenden Park schließt sich im zweiten Teil des mittleren Streifens eine Wohnblockbebauung an, die sich im gesamten letzten Streifen vom Nackenheimer Weg bis zur Eschersheimer Straße an der Bezirksgrenze zu Neukölln fortsetzt. Die Wohnblocks stammen aus den Aufbauprogrammen nach dem Zweiten Weltkrieg, vornehmlich aus den Jahren 1954–1955. Metallschilder zeigen an vielen Häusern den Berliner Bären und die Inschrift Aufbauprogramm Berlin 1954 oder Aufbauprogramm Berlin 1955 (Bild). Ähnlich wie die Bärensiedlung ist auch dieser Bereich aufgelockert strukturiert und mit Grünbereichen durchsetzt.

## Persönlichkeiten
- Der ostpreußische Bildhauer Otto Drengwitz lebte um 1950 für kurze Zeit am Germaniagarten 18.[17]
- Von 1933 bis zu seiner Verhaftung im Jahr 1939 wohnte der Gewerkschafter und SPD-Politiker Erich Flatau am Oberlandgarten 7.[18]
- An einer Bushaltestelle am Oberlandgarten fiel am 7. Februar 2005 Hatun Sürücü einem „Ehrenmord“ zum Opfer. Der Tod der jungen Deutschen kurdischer Herkunft sorgte bundesweit für Entsetzen und löste eine intensive Debatte über Zwangsehen und Wertvorstellungen von muslimischen Familien aus, die in Deutschland leben.